# Бієнтевіо венесуельський
Бієнте́віо венесуельський (Phelpsia inornata) — вид горобцеподібних птахів родини тиранових (Tyrannidae). Мешкає у Венесуелі і Колумбії. Це єдиний представник монотипового роду Венесуельський бієнтевіо (Phelpsia).

## Опис
Довжина птаха становить 16,5 см. Верхня частина тіла оливково-коричнева, крила коричневі. Голова чорна, над очима довгі, широкі, білі "брови". Горло і щоки білі, нижня частина тіла яскраво-жовта.

## Поширення і екологія
Венесуельські бієнтевіо мешкають у Венесуелі, від Карабобо, Міранди і Кохедеса до північного схіоду Ансоатегі і Дельти-Амакуро та до Апуре і північного Болівару. З 1980-х років їх ареал поширився також на північний захід Колумбії (Араука, Касанаре і Вічада). Венесуельські бієнтевіо живуть на рівнинах льяносу, на узліссях вологих рівнинних тропічних лісів і в галерейних лісах. Зустрічаються поодинці або парами, на висоті до 500 м над рівнем моря.